# Uzavřená soustava
Jako uzavřená soustava (např. těles, hmotných bodů či jiných entit) se označuje taková soustava entit, které mohou silově či jinak působit na sebe navzájem, mohou si vzájemně vyměňovat energii (např. tepla), ale nemohou si s okolím vyměňovat hmotu. Uzavřená soustava tedy interaguje s okolím pouze prostřednictvím výměny energie, nikoliv však hmoty.